# Empresa Naviera de Cuba
La Empresa Naviera de Cuba (ENC) se constituyó en 1916 al fusionar tres navieras cubanas de origen cántabro: "Sobrinos de Herrera S. En C.", "Odriozola y Cía." y "Julián Alonso S. en C.". Durante la primera mitad del siglo XX fue la naviera más importante de Cuba y sobrepasó su actividad tradicional de cabotaje estableciendo nuevas rutas más allá del Caribe por toda la costa de Norteamérica. Por motivo de necesidad pública e interés social, en 1950 se decretó la intervención estatal de la ENC, hasta su disolución definitiva en 1956.

## Historia

### Constitución y dirección
La Empresa Naviera de Cuba se constituyó el 16 de febrero de 1916 con un capital social de 6.400.000 Pesos Oro Estados Unidos y con domicilio en la Calle de San Pedro n.º 6 de La Habana. Con posterioridad, el 6 de mayo del mismo año, se anuncia oficialmente la compra de la flota de "Sobrinos de Herrera S. en C." e inmediatamente después las de "Odriozola y Cía." y "Julián Alonso S. en C.". La Presidencia la ostentó José Marimón, el Administrador fue Joaquín Godoy y la Gerencia de la flota se confió a Julián Alonso. Eusebio Coterillo, quien venía dirigiendo la flota desde muchos años atrás, asumió la Gerencia y Presidencia tras el fallecimiento de Julián Alonso el 7 de abril de 1938.

### Cabotaje y travesía
En la década de los años veinte el cabotaje era indispensable, pues suplía la falta de comunicaciones terrestres entre ciertas regiones del país. La Empresa Naviera de Cuba operaba el tráfico de carga y pasaje enlazando los puertos de las siguientes líneas de navegación: 
- "Costa Norte de Cuba". Puertos: La Habana, Isabela de Sagua, Caibarién, Nuevitas, Manatí, Puerta Padre, Gibara, Vita, Banes, Mayarí, Sagua de Tánamo, Baracoa, Guantánamo y Santiago de Cuba.
- "Costa Sur de Cuba". Puertos: Los Indios (I. de Pinos), Cienfuegos, Casilda, Tupas, Júcaro, Santa Cruz del Sur, Guayabal, Manzanillo, Ensenada de Mora y Santiago de Cuba.
- "Costa Norte de Vuelta Abajo". Puertos: Carenero, Gerardo, Bahía Honda, Río Blanco, Berracos, San Cayetano, Malas Aguas, Santa Lucía, Río del Medio, Dimas, Arroyos, Ocean Beach y La Fe.
- "Inter-Insular". Puertos: La Habana y Santiago de Cuba (Cuba); Santo Domingo y San Pedro de Macorís (República Dominicana); Ponce, Mayagüez y San Juan de Puerto Rico (Puerto Rico); Curazao (Antillas Neerlandesas) y La Guaira (Venezuela).

En 1928 la construcción de la Carretera Central dio origen a la competencia del transporte por carretera. Este hecho provocó una guerra de tarifas que iniciaron las compañías ferroviarias con la consiguiente reducción de fletes en los puertos, significando la ruina de las empresas de cabotaje que iniciaron su decadencia y el desmantelamiento de sus líneas. Primero fue suprimida la línea La Habana-Caibarién o Vuelta Arriba, más tarde la del Sur, y finalmente, la llamada de Vuelta Abajo. En este nuevo escenario, la Empresa Naviera de Cuba apostó por la navegación de travesía, llegando a ampliar sus rutas por toda la costa de Norteamérica.
Al iniciarse la Segunda Guerra Mundial, la ENC retiró varios barcos del servicio de cabotaje para adaptarlos al transporte de travesía entre Cuba y Florida (EE. UU.), haciendo frente a las necesidades de transporte que imponía la guerra. La Empresa Naviera de Cuba realizó un considerable esfuerzo durante la guerra conduciendo a Estados Unidos tabaco, azúcar y otros productos, e igualmente, trayendo artículos de ese país a la isla. La ENC estableció servicios regulares con las siguientes líneas:
- "Costa de Florida". Puertos: Everglades, Key West y La Habana
- "Costa de Luisiana". Puertos: New Orleans y La Habana
- "Costa Sur USA". Puertos: Houston, Galveston, Pensacola y La Habana
- "Costa Norte USA". Puertos: New York y La Habana

### Naufragios y desastres
- Chaparra, 1918. Este barco fue la primera pérdida de la ENC al chocar con una mina a la deriva cuando navegaba a 60 millas al sur de Nueva York, frente a Barnegat, cargado de azúcar. Se hundió rápidamente pereciendo ocho hombres. Lo mandaba el capitán Viñolas.

- Santiago de Cuba (I), 1920. En junio de ese año, estando en el puerto de Santiago de Cuba cargado de café y con pasajeros a bordo, explotó un horno por la inexperiencia de uno de los fogoneros. La tripulación despavorida abandonó el barco cuando era pasto de las llamas, los bomberos lo llevaron al centro de la bahía en donde se perdió totalmente, muriendo tres fogoneros de la guardia.

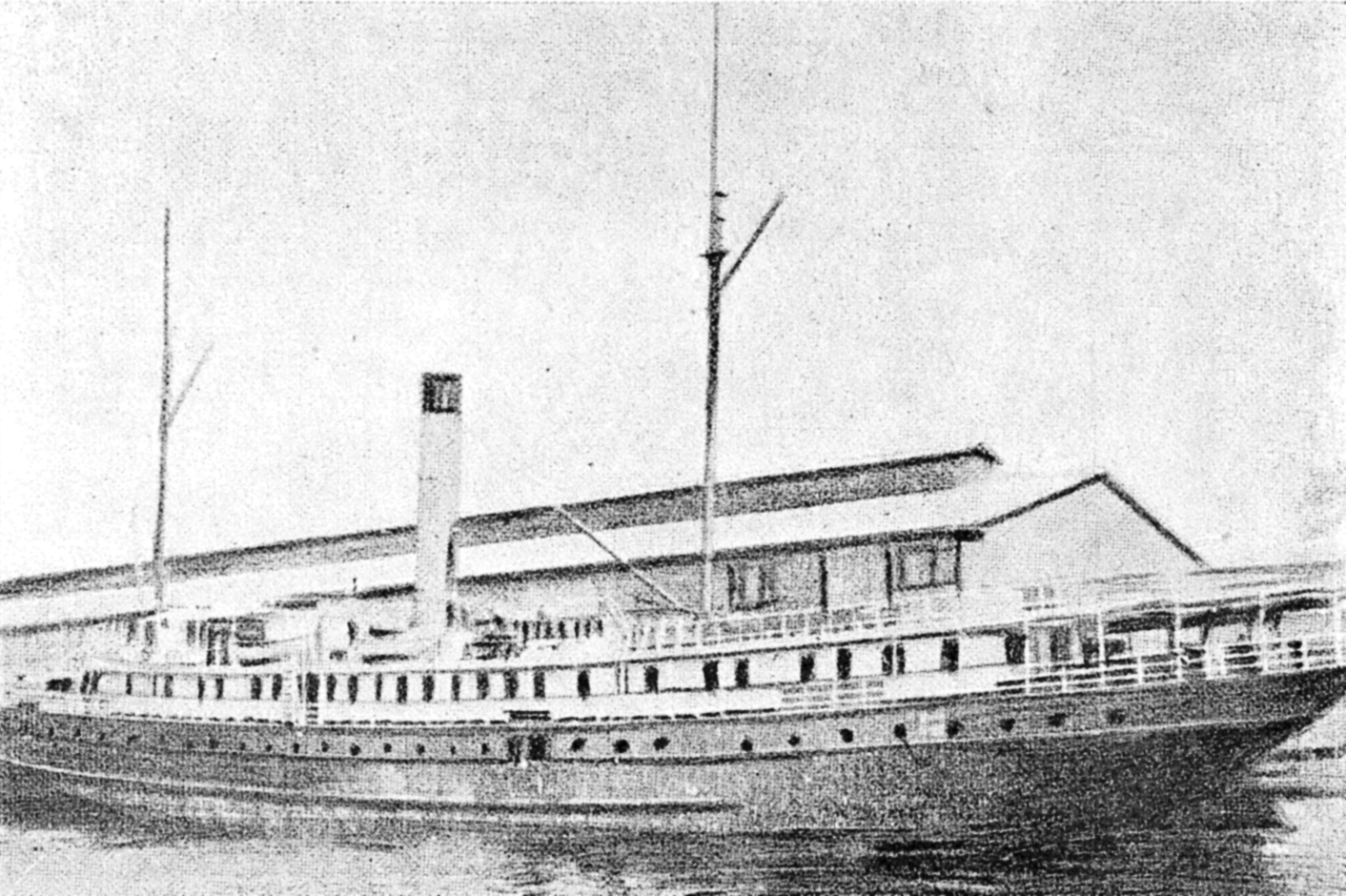
El Purísima Concepción construido en 1894 en Filadelfia. Perteneció desde 1916 a la Empresa Naviera de Cuba. Al mando del capitán montañés D. Fernando Gutiérrez Cueto se hizo célebre por sus acciones navales en la guerra de 1898.

- Inglaterra, 1923. Se hundió el 25 de noviembre de ese año en la Isla de Man, al norte de la Isla de Harbour, 30 millas al sur del faro de Ábaco en las Bahamas. Su capitán, el santanderino Rafael Venero, y la tripulación de origen montañés fueron recogidos por el Julián Alonso y llevados a La Habana.

- Purísima Concepción, Reina de los Ángeles, Caridad Padilla y La Fe, 1926. Ese año se produjo un devastador ciclón tropical que arrasó La Habana con una fuerza superior a 160 millas y soplando de nordeste. El trasatlántico averiado Antonio López rompió las cadenas del amarre lo que le dejó a la deriva para después embestir al Purísima y al Reina, arrastrándolos sobre la escollera donde quedaron totalmente inservibles y allí mismo se procedió al posterior desguace. De igual manera, el Caridad Padilla fue abordado violentamente por dos transportes de la marina de guerra cubana, el Máximo Gómez y el Martí, echándolo a pique. El buque La Fe se perdió dentro de la Bahía y se recuperó con posterioridad.

- Antolín del Collado, 1930. El 15 de octubre fue abordado por el mercante inglés Hallmoor que navegaba con poca máquina esperando el día para entrar en el puerto de Mariel. El vapor Antolín fue colisionado por el centro a la altura de uno de sus grandes tambores de ruedas y apenas se mantuvo una hora a flote, salvándose toda la tripulación.

- Santiago de Cuba (II) y Manzanillo, 1942. En pleno conflicto de la II Guerra Mundial, los dos barcos repletos de equipos, maquinaria y diversas mercancías formaron parte del convoy «EspecComp-12» que cubría la ruta Everglades-Key West-La Habana. La madrugada del 12 de agosto de 1942, a la salida de Key West, fueron torpedeados por un submarino U-508 alemán.[5] El ataque fue catastrófico y no tardaron en hundirse, falleciendo 31 tripulantes de ambos buques.

### Intervención del Estado
La Empresa Naviera de Cuba vivió aparejada a todas las situaciones económicas de la República, por lo que sufrió varias crisis que fueron superadas tras grandes esfuerzos. En la Primera Guerra Mundial prestó valiosos servicios de emergencia con sus mejores buques, sufriendo su primera baja con el hundimiento del Chaparra. Pero en la Segunda Guerra, su acción fue más decisiva. En cierto momento, desaparecidos todos los buques extranjeros que habitualmente suministraban provisiones a la isla, fue la pequeña flota de la ENC la que aseguró el abastecimiento del país.
Durante este periodo bélico surgieron innumerables problemas. Las tripulaciones exigían salarios similares a los que pagaba la War Shipping Administration (Agencia Estatal que administraba y operaba la flota americana y la de sus aliados) por la peligrosidad del momento. El pequeño tonelaje de los barcos de la ENC hacía inviable asumir esos costes económicos por lo que el Estado decidió sufragar las elevadas primas de vida de sus tripulantes y se creó una institución especial a tal efecto.
Al terminar el conflicto bélico la Empresa pretendió rectificar los salarios y las tripulaciones se negaron amparados en los organismos laborales. El resultado fue que con el coste de nómina de un buque cubano, sus competidores podían operar dos, y este diferencial, representaba un margen de seis centavos en quintal de azúcar (principal producto de exportación) a favor del buque competidor, con cuyo margen desplazaba del mercado a la ENC. Esto hacía imposible pensar en nuevas inversiones y en seguir operando con los pequeños buques envejecidos que costaban por nómina $6.00 mensuales por ton. mientras sus competidores sólo pagan $0.60.

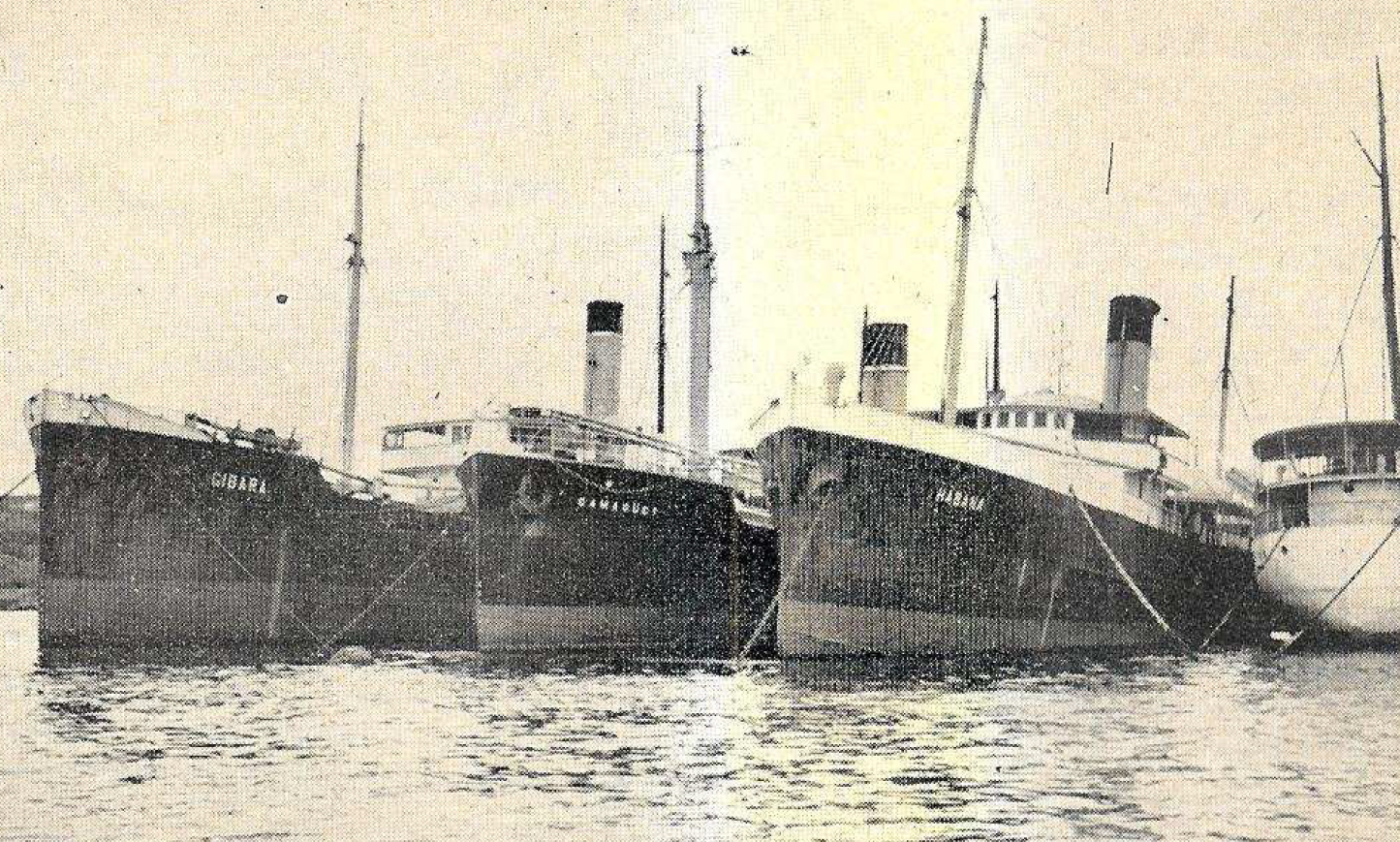
Una fotografía insólita para el sector naval en La Habana de 1950. Plante de la empresa, suspensión de las operaciones y amarre de los buques pequeños de la Empresa Naviera de Cuba: Gibara, Camagüey y Habana.

Para salir de esa situación, en 1946 se estableció el subsidio denominado “Aporte Compensatorio”. Esa ayuda no resolvió la cuestión de fondo y demoró la crisis de la empresa. El Estado, decidido por entonces a fomentar la marina mercante, tomó la determinación de adquirir a sus expensas los barcos: Bahía de Mariel, Bahía de Matanzas, Bahía de Nipe y Bahía de Nuevitas, acorde con los ventajosos moldes de financiamiento y prelación de la Maritime Commerce Commission. Su propósito era transferirlos a la ENC en venta a largo plazo con un módico interés, por ser los únicos navieros cubanos con experiencia y haber perdido en la Segunda Guerra Mundial dos de sus mejores unidades, el Santiago de Cuba y el Manzanillo. A tal efecto, la Empresa Naviera de Cuba, que aún mantenía la adecuada reserva legal, planificó la reorganización financiera de la empresa y la suscripción de nuevo capital.      
En un principio, los “Bahías” se adquirieron para reemplazar a los buques pequeños y conseguir la viabilidad económica de la empresa. A los problemas derivados de las relaciones laborales se unió la inesperada injerencia del Estado en la gestión de la compañía que pretendía seguir con la flota existente para mantener así el centro laboral que representaba. Un mero tecnicismo legal impidió que se transfiriese la propiedad de los “Bahías” a la ENC, lo que fue aprovechado por la dirección de la empresa para entregar la reserva monetaria a sus accionistas, amarrando los buques pequeños y suspendiendo las operaciones.
El resultado final fue la intervención gubernamental el 4 de julio de 1950. Al cabo de tres años y medio, se constató la necesidad imperiosa de amarrar los buques pequeños después de perder $693,482.67 y costar al Estado $329,953.35 en subsidios. La Empresa Naviera de Cuba arribó a su disolución final en 1956.

## Flota
La Empresa Naviera de Cuba no tuvo una flota homogénea y supo sacar el mayor partido posible a unidades viejas, muchas de ellas de saldo. El Camagüey fue el único barco construido expresamente por encargo de la ENC.

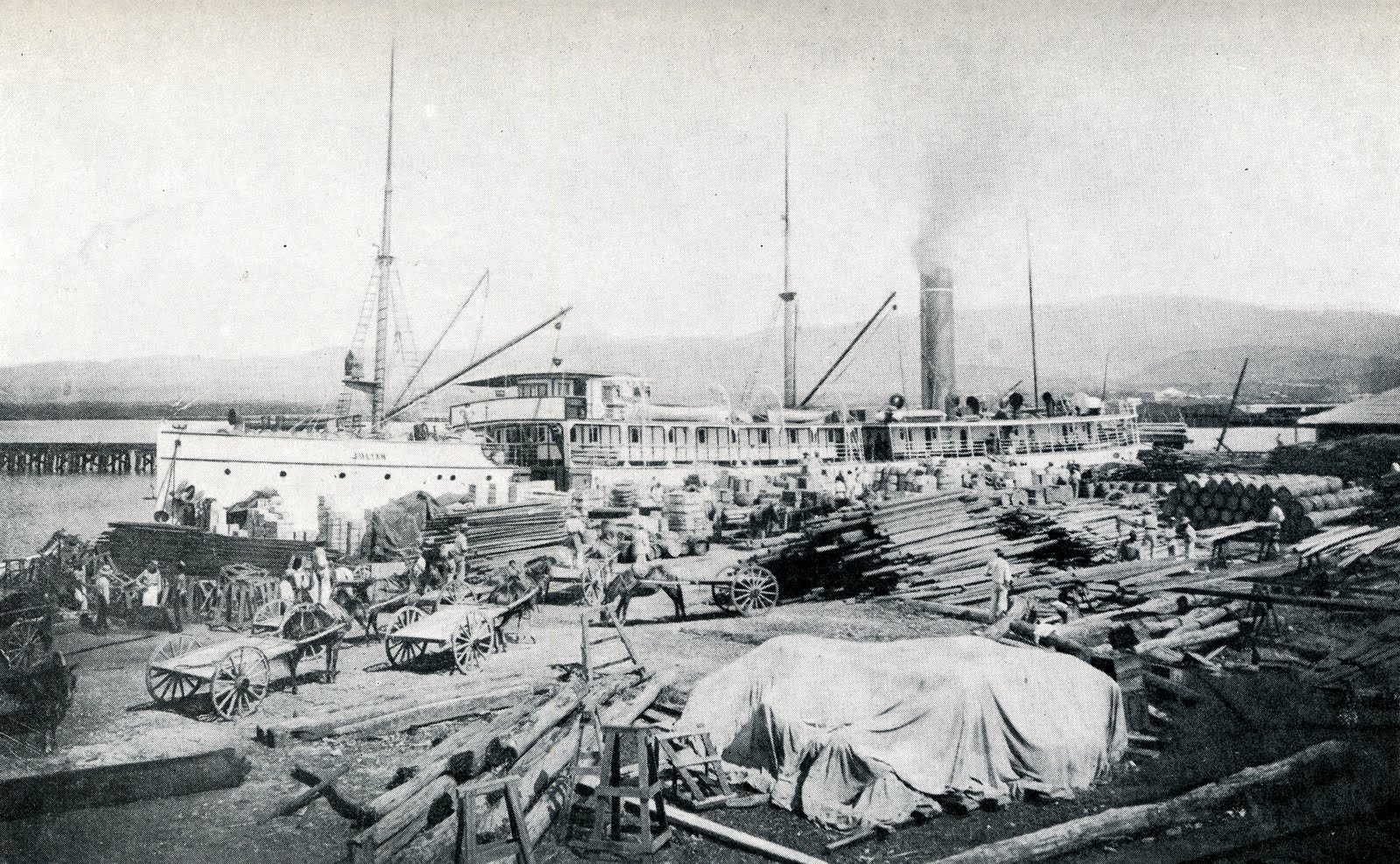
El vapor Julián del armador montañés Julián Alonso y desde 1916 de la Empresa Naviera de Cuba. Era de 1028 tons. R.B. y fue construido en Canadá en 1908. Se desguazo en 1956.

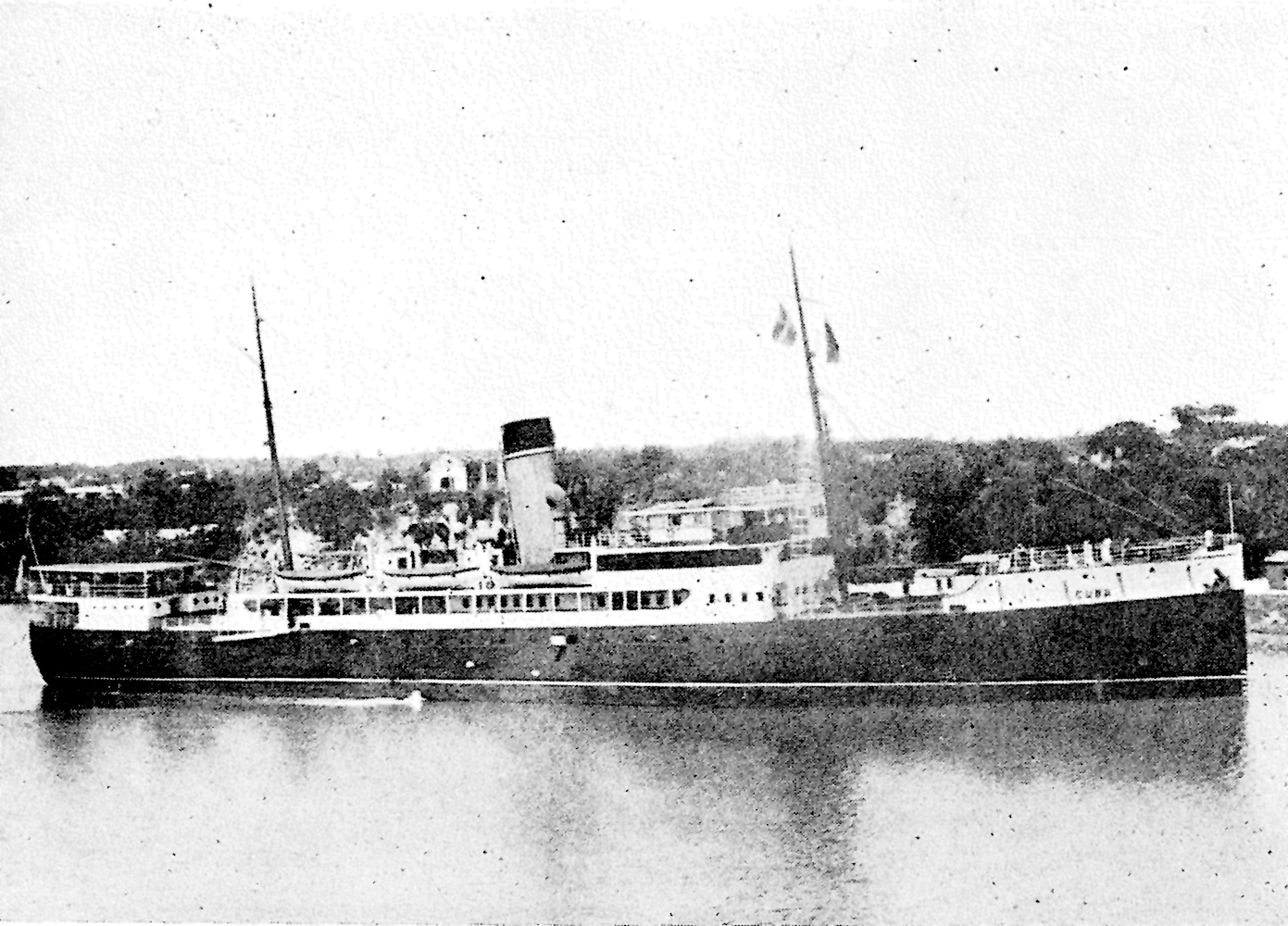
El Cuba, de 2492 tons. R.B. antiguo San Carlos de la Compañía Trasatlántica, construido en 1917 en Cádiz. En 1928 fue adquirido por la Empresa Naviera de Cuba. Se desguazo en 1956.

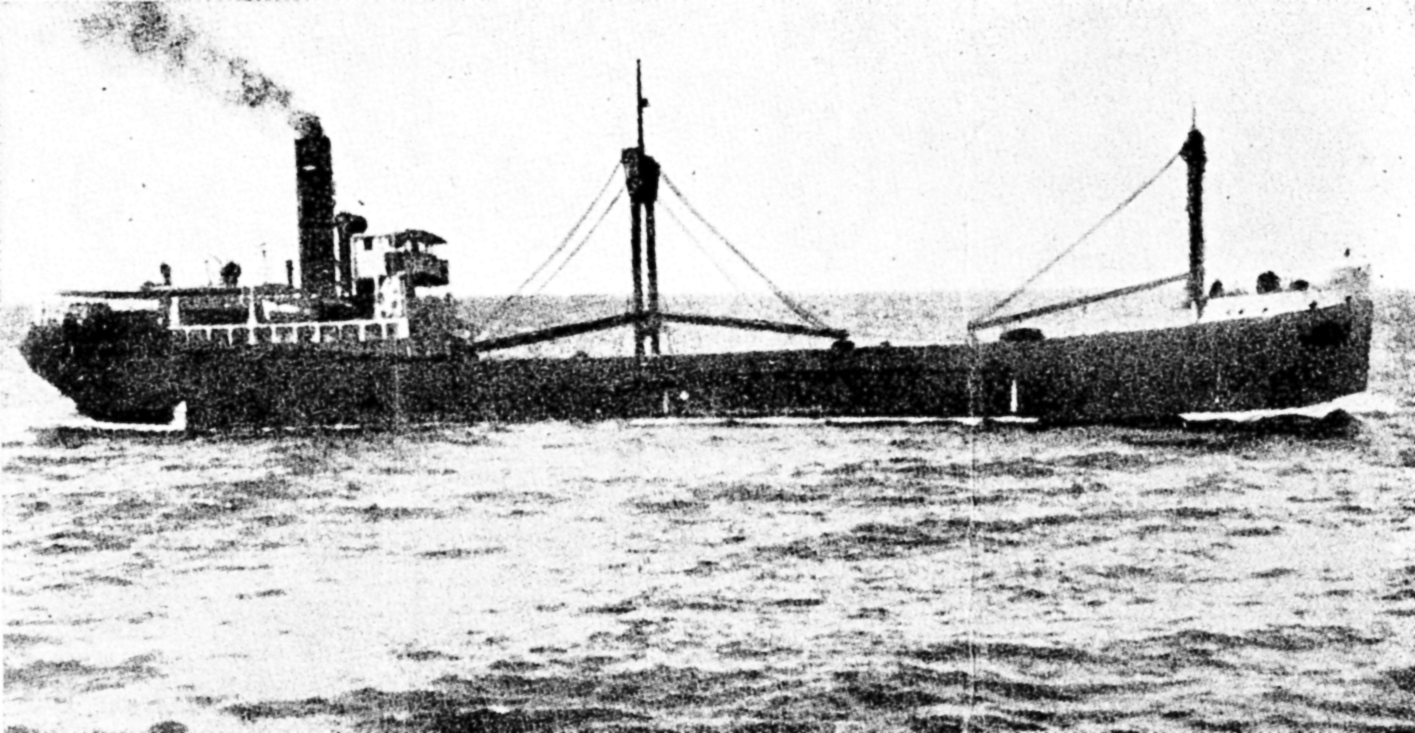
El Manzanillo, de 1129 tons. R.B. construido en Francia en 1915 y adquirido por la Empresa Naviera de Cuba en 1926. Fue torpedeado y hundido por un submarino alemán el 12 de agosto de 1942 juntamente con el Santiago de Cuba.

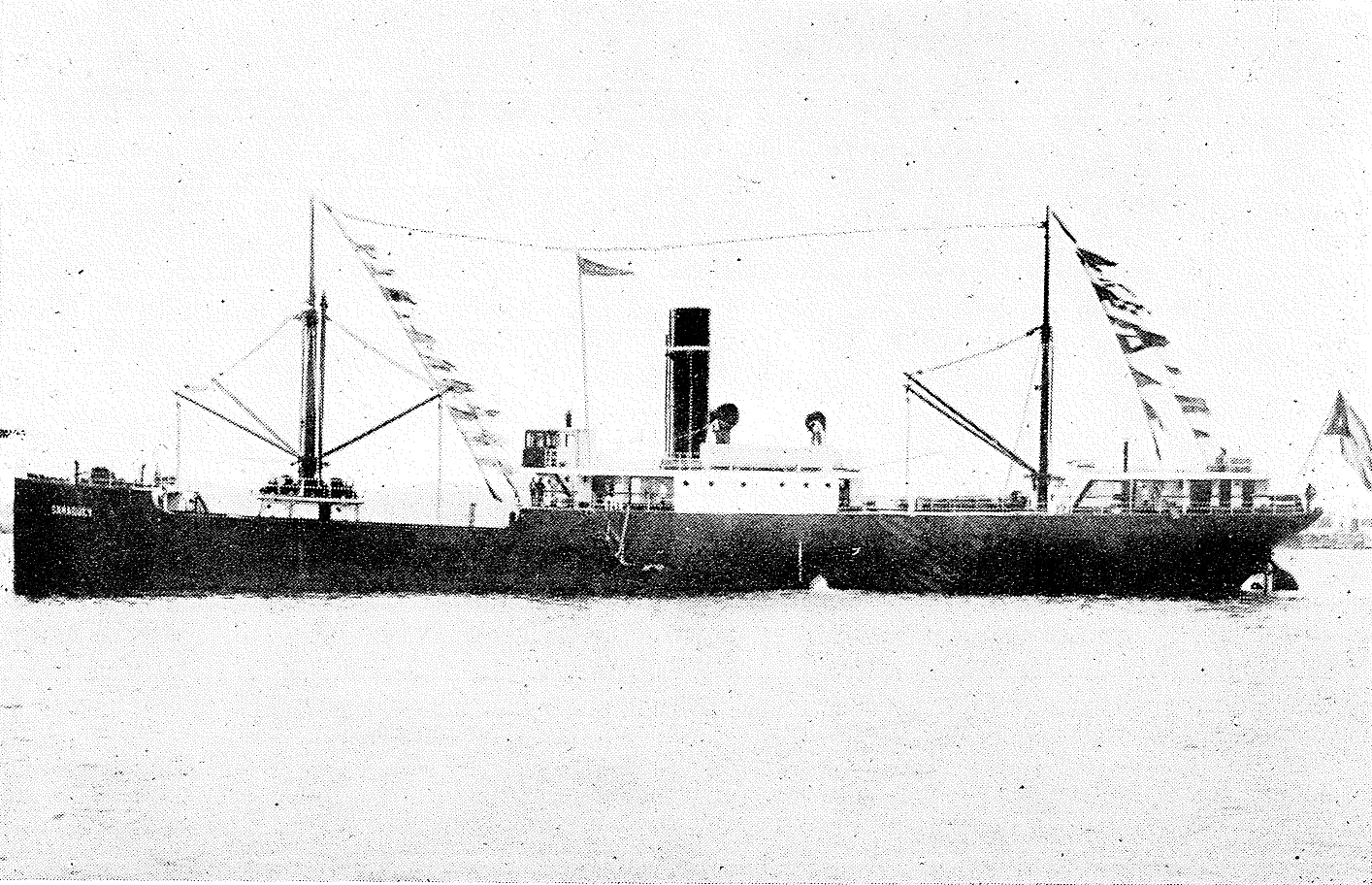
El Camagüey de 1399 tons. R.B., fue proyectado por Eusebio Coterillo y bajo su dirección se construyó en Hull, Inglaterra en 1931. Posteriormente se rebautizó como Maria Rosa.

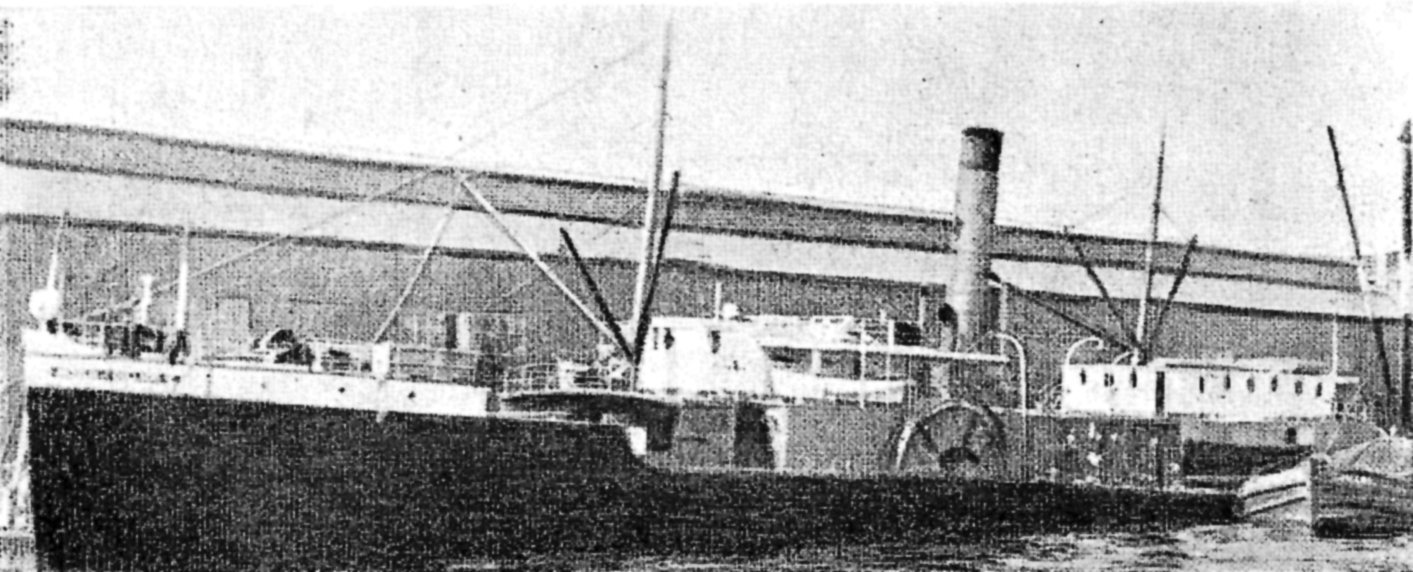
Vapor de ruedas Antolín del Collado del armador de su mismo nombre. De 995 tons. R.B. se construyó en Greenock en 1881. Siendo de la Empresa Naviera de Cuba fue abordado y hundido por el vapor inglés Halmar la noche del 15 de octubre de 1932 cerca de Mariel.

| Barco                                 | Permanencia | Destino final                 | Año const. | Constructor                                     | Ton. TRG |
| ------------------------------------- | ----------- | ----------------------------- | ---------- | ----------------------------------------------- | -------- |
| Santiago de Cuba (I)                  | 1916-1920   | Hundido (incendio)            | 1906       | Scott, Kinghorn                                 | 1493     |
| Chaparra                              | 1916-1918   | Hundido (mina)                | 1906       | Russell & Co, Glasgow                           | 1510     |
| Julia / Baracoa                       | 1916-1954   | Nacionalizado/Desguazado      | 1891       | D. Dunlop, Port Glasgow                         | 1744     |
| Habana                                | 1916-1955   | Nacionalizado/Vendido         | 1906       | Scott, Kinghorn                                 | 1493     |
| Las Villas                            | 1916-1954   | Nacionalizado/Desguazado      | 1906       | D. Dunlop, Port Glasgow                         | 1150     |
| Gibara                                | 1916-1955   | Nacionalizado/Vendido         | 1906       | Rolf Seeberg, Frederikstad                      | 1156     |
| Antinógenes Menéndez                  | 1916-1922   | Vendido                       | 1892       | Neafie & Levi, Filadelfia                       | 1277     |
| Purísima Concepción                   | 1916-1926   | Hundido (ciclón)              | 1894       | Neafie & Levi, Filadelfia                       | 1300     |
| Reina de los Angeles                  | 1916-1926   | Hundido (ciclón)              | 1896       | Neafie & Levi, Filadelfia                       | 1300     |
| Antolín del Collado                   | 1916-1930   | Hundido (colisión)            | 1881       | Scott, Greenock                                 | 995      |
| Julián Alonso                         | 1916-1954   | Nacionalizado/Desguazado      | 1908       | Montrose SB Co, Montrose                        | 1028     |
| La Fe                                 | 1916-1954   | Nacionalizado/Desguazado      | 1905       | T. Dobson, Hull                                 | 406      |
| Campeche / Caibarién                  | 1916-????   | Hundido                       | 1897       | Mac Milan & Son, Dumbarton                      | 276      |
| Caridad Padilla                       | 1917-1926   | Hundido (ciclón)              | 1880       | Vulkan, Stettin                                 | 523      |
| Ramón Miramon                         | 1919-1922   | Vendido                       | 1897       | Chicago SB Co, Chicago                          | 2029     |
| Eduardo Salas                         | 1919-1922   | Vendido                       | 1897       | Chicago SB Co, Chicago                          | 2029     |
| Caridad Salas / Santiago de Cuba (II) | 1920-1942   | Hundido (submarino)           | 1909       | Neptun, Rostock                                 | 1685     |
| Watauga / Guantánamo                  | 1920-1933   | Vendido                       | 1900       | Howaldstwerke, Kiel                             | 1738     |
| Cayo Cristo                           | 1923-1928   | Vendido                       | 1918       | North of Ireland S. B. Co. Ltd, Londonderry     | 642      |
| Cayo Mambi                            | 1923-1928   | Vendido                       | 1918       | North of Ireland S. B. Co. Ltd, Londonderry     | 642      |
| Cayo Romano                           | 1923-1928   | Vendido                       | 1918       | North of Ireland S. B. Co. Ltd, Londonderry     | 819      |
| Bolivia / Joaquín Godoy               | 1923-1942   | Vendido                       | 1906       | Bow Machlachlan, Paisley                        | 818      |
| Perú / Eusebio Coterillo              | 1923-1941   | Vendido                       | 1906       | Bow Machlachlan, Paisley                        | 818      |
| Inglaterra                            | 1923-1923   | Hundido                       | 1906       | Bow Machlachlan, Paisley                        | 818      |
| Bacardi I / Rápido                    | 1925-1941   | Vendido                       | 1919       | Ateliers et Chantiers du Sud-Ouest., Burdeos    | 449      |
| Cienfuegos                            | 1926-1941   | Vendido                       | 1919       | Atelier et Chantiers de La Loire., St. Nazaire  | 1033     |
| Manzanillo                            | 1926-1942   | Hundido (submarino)           | 1915       | Forges et Chatiers de la Mediterranee, La Seyne | 1025     |
| Presidente Machado / Cuba             | 1928-1954   | Nacionalizado/Desguazado      | 1917       | Sdad. Esp. de Const. Naval, Cádiz               | 2492     |
| Jamaica                               | 1930-1933   | Vendido                       | 1915       | Pusey & Jones Co, Wilmington                    | 376      |
| Camagüey / María Rosa                 | 1931-1955   | Nacionalizado/Vendido         | 1930       | Earle’s Shipbuilding Co. Ltd, Hull              | 1399     |
| Bahía de Mariel                       | 1948-1953   | Estatal. Cancelación contrato | 1945       | Consolidated Steel corp. Ltd., Long Beach       | 3805     |
| Bahía de Matanzas                     | 1948-1953   | Estatal. Cancelación contrato | 1945       | Globe Shipbuilding Co, Superior                 | 3805     |
| Bahía de Nipe                         | 1948-1953   | Estatal. Cancelación contrato | 1945       | Consolidated Steel corp. Ltd., Wilmington       | 3805     |
| Bahía de Nuevitas                     | 1948-1953   | Estatal. Cancelación contrato | 1945       | Southeastern Shipbuilding Corp., Savannah       | 3805     |

## Rutas
| Línea                                                         | Puertos | Barcos                                                                                      |
| ------------------------------------------------------------- | --- | ------------------------------------------------------------------------------------------- |
| Costa Norte de Cuba                                           | Habana, Isabela de Sagua, Caibarién, Nuevitas, Manatí, Puerta Padre, Gibara, Vita, Banes, Mayarí, Sagua de Tánamo, Baracoa, Guantánamo, Santiago de Cuba | Chaparra, Habana, Gibara, Santiago de Cuba, Baracoa y Caridad Padilla                       |
| Costa Sur de Cuba                                             | Los Indios (I. de Pinos), Cienfuegos, Casilda, Tupas, Júcaro, Santa Cruz del Sur, Guayabal, Manzanillo, Ensenada de Mora, Santiago de Cuba               | Las Villas, Purísima Concepción, Reina de los Ángeles, Antinógenes Menéndez y Julián Alonso |
| Costa Norte de Vuelta Abajo                                   | Carenero, Gerardo, Bahía Honda, Río Blanco, Berracos, San Cayetano, Malas Aguas, Santa Lucía, Río del Medio, Dimas, Arroyos, Ocean Beach y La Fe         | Antolín del Collado, Campeche y La Fe                                                       |
| Inter-Insular: Cuba, Rep. Dominicana, Puerto Rico y Venezuela | La Habana, Santiago de Cuba, Ciudad Trujillo (Santo Domingo), San Pedro de Macorís, Ponce, Mayagüez, San Juan de Puerto Rico, Curaçao, La Guaira         | Cuba                                                                                        |

| Línea             | Puertos                                  | Barcos                                                                |
| ----------------- | ---------------------------------------- | --------------------------------------------------------------------- |
| Costa de Florida  | Everglades, Key West, La Habana          | Manzanillo y Santiago de Cuba                                         |
| Costa de Luisiana | New Orleans, La Habana                   | Habana y Camagüey                                                     |
| Costa Sur USA     | Houston, Galveston, Pensacola, La Habana | Gibara                                                                |
| Costa Norte USA   | New York, La Habana                      | Bahía de Mariel, Bahía de Matanzas, Bahía de Nipe y Bahía de Nuevitas |